# Trudy Turkestanskogo Nauchnogo Obshchestva
Trudy Turkestanskogo Nauchnogo Obshchestva (abreviado Trudy Turkestansk. Naucn. Obsc.) es una revista con descripciones botánicas que es editada en Turkestán  desde el año 1923 con el nombre de Trudy Turkestanskogo Naucnogo Obscestva. Transactions of the Scientific Society of Turkestan. 